# Blechnum austrobrasilianum
Blechnum austrobrasilianum là một loài thực vật có mạch trong họ Blechnaceae. Loài này được de la Sota mô tả khoa học đầu tiên năm 1975.